# Pirh
Pirh ali velikonočno jajce, ponekod imenovano tudi písanica, pisanka ali remenka, je tradicionalna hrana in simbol, ki se pripravlja ob veliki noči. Jajca se trdo skuhajo, nato pa se barvajo in krasijo; lahko pa se že kuhajo v barvilu. Barvilo je lahko umetno ali pa naravno, recimo olupki rdeče čebule.
Poleg kuhanih jajc pa se lahko krasijo tudi spihane jajčne lupine. Z različnimi tehnikami nastajajo belokranjske pisanice ali pisanke, prekmurske remenke, rumenke ali rumenice, praskanke.
Tradicionalno velikonočno pojedino poleg pirha, ki simbolizira kaplje Kristusove krvi, sestavljajo še hren, ki predstavlja ostrino žebljev, s katerimi je bil Jezus pribit na križ, potica kot simbol trnjeve krone in šunka, ki simbolizira Jezusovo telo. Nekateri dodajajo še klobase (simbol vrvi, s katerimi je bil Jezus zvezan) in pomarančo (simbol gobe s kisom).

## Belokranjske pisanice
Za velikonočne praznike so se po tradiciji Belokranjci začeli pripravljati že v zimskem času, ko so se poleg tkanja ukvarjali tudi s poslikavo jajc. Za svoje delo so potrebovali jajce, čebelji vosek, pisač, svečo, nad katero so ga topili, rdečo barvo, črno barvo in ročne spretnosti. Tako so nastali čudoviti ornamenti. Pisanice so izdelovale predvsem dekleta, ornamente so pogosto dopolnile z napisanim verzom. Na praznik so svojo najlepšo pisanico poklonile fantu in mu tako izkazale ljubezen. Obdarile so tudi svoje botre in prijatelje. Ljubiteljsko je začel zbirati in odkupovati belokranjske pisanice z najlepšimi motivi učitelj Božo Račič. V kraju Adlešiči je leta 1919 nastopil službo učitelja in spodbujal dekleta in žene naj ustvarjajo pisanice po tradicionalnem izročilu. Uspelo mu je in leta 1920 je bila v Ljubljani razstava kar 700 belokranjskih pisanic. Metlika je imela svojo tehniko izdelovanja pisanic in sicer tam pirhe imenujejo drsanke.
S pirhi sta povezana tudi običaja sekanja in kotaljenja pirhov.
»Belokranjske pisanice« so tudi simfonična skladba slovenskega skladatelja Danila Bučarja.